# Антипатриотизм

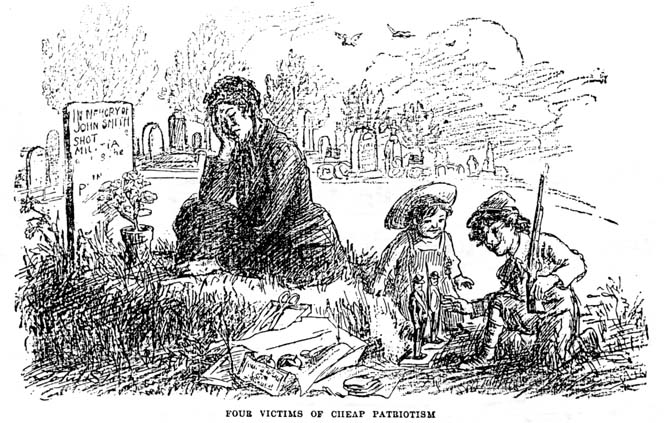
«Четыре жертвы дешёвого патриотизма». Карикатура 1910 года

Антипатриотизм — идеологическое направление, построенное на критике патриотизма.
Согласно «Энциклопедии анархиста», антипатриотизм являлся реакцией разума и чувств на моменты господства патриотизма. Он может принимать различные формы в зависимости от более или менее сознательной опоры на индивидуализм, любовь ко всем людям, любовь к одному человеку или даже на мотивированное или эмоциональное предпочтение законов и нравов чужой страны.
Согласно работе Стачинского «Политграмота» патриотизм есть любовь буржуа к своей стране, у рабочих нет отечества, на противовес буржуазному патриотизму мы должны ставить международное объединение рабочих.
Антипатриотизм не всегда следует из антимилитаризма. Например, французский антимилитарист Жан Жорес был последовательным патриотом, тогда как его товарищи по социалистическому движению, современники из Германии Карл Либкнехт и Роза Люксембург — столь же горячими антипатриотами.

## Антипатриотизм в разных странах

### Древняя Греция
Диоген объявлял, что он — «гражданин мира», заложив основы традиции античного космополитизма, свойственной киникам и отчасти стоикам.
Сократ также утверждал: «Я не гражданин Афин, а гражданин мира».

### Европа
Гёте писал: «Не может быть ни патриотического искусства, ни патриотической науки».
Антипатриотизм в Европе в начале XX века связан с укреплением синдикального движения. После образования Всеобщей конфедерации труда, синдикалисты выступали за упразднение действующей армии, доводя тем самым до крайности формулу Маркса «у пролетариев нет отечества».
В преддверии Первой Мировой войны на одном из конгрессов конфедерации в 1908 г. была принята резолюция, призывавшая рабочих, «у которых нет отечества, ответить на объявление войны всеобщей революционной стачкой». В журналах и газетах, издававшихся синдикалистскими объединениями, звучали призывы к формированию внутри армии «класса непокорных» для претворения в жизнь антипатриотических идей.

Одним из известных европейских идеологов антипатриотизма того времени был Гюстав Эрве. По его имени названо целое направление антипатриотизма во Франции — «эрвеизм». Сам Эрве считал, что завоевание немцами Франции ничуть не изменило бы положения французского рабочего класса, который эксплуатировался бы немцами ничуть не меньше, чем самими французами.
«Все их (то есть богатых) отечества одинаково хороши». 
«Кто бы ни напал на страну, в которой мы живём, лучше уж начать восстание, чем идти на войну».

### США
Ситуативный антипатриотизм проявлял, например, Генри Дэвид Торо (1817—1862): в знак протеста против войны с Мексикой и рабства он заявил, что человек не может связывать себя с американским правительством, не покрыв себя бесчестьем, и демонстративно отказался платить налоги.
Я просто хочу отказаться от верности государству, чтобы таким образом отдалиться и отстраниться от него.Оригинальный текст (англ.)I simply wish to refuse allegiance to the State, to withdraw and stand aloof from it effectually.Г. Торо, О долге гражданского неповиновения

### Россия
Антипатриотизм в России — социально значимое явление, постоянно присутствующее в российском обществе на всех этапах его развития с момента создания централизованного государства, означающее критическое отношение к истории и культуре России, её роли в мире, политическим элитам и их идеологии.
Как отмечает профессор В. Ф. Шаповалов, особенностью российского антипатриотизма является его скрытность, и в то же время способность в переломный момент оказать существенное влияние на судьбу России.

#### Российский антипатриотизм в XVIII—XIX веках
В конце XVIII — начале XIX веков в дворянской среде, особенно среди приверженцев либеральных взглядов, патриотическая идея становится немодной. А. С. Пушкин так высказывался по поводу проявления восторга со стороны русских дворян в связи с военными неудачами российской армии в ходе подавления польского восстания 1830 года:
«Грустно было слышать толки московского общества во время последнего польского восстания. Гадко было видеть бездушных читателей французских газет, улыбавшихся при вести о наших неудачах».
Ярким носителем антипатриотических взглядов являлся П. Я. Чаадаев, который в первом из «Философических писем» так выражает свои воззрения на Россию: 
«Поры бьющей через край деятельности, кипучей игры нравственных сил народа — ничего подобного у нас не было. Эпоха нашей социальной жизни, соответствующая этому возрасту, была наполнена тусклым и мрачным существованием без силы, без энергии, одушевляемом только злодеяниями и смягчаемом только рабством. Никаких чарующих воспоминаний, никаких пленительных образов в памяти, никаких действенных наставлений в национальной традиции».

#### Российский антипатриотизм в XX веке
Согласно Е. Ю. Семёновой, имперский (правительственный) патриотизм у жителей, в частности, Поволжья начал расшатываться к лету 1915 года, тогда как государственный патриотизм был весьма силён и в 1917 году.
В начале XX века антипатриотические идеи высказывал Л. Н. Толстой. Так, его статья «Патриотизм и правительство» (1900 г.) призывала отказаться от «неестественного, неразумного, вредного, причиняющего большую долю тех бедствий, от которых страдает человечество» чувства патриотизма, поскольку патриотизм ведет к разрушительным войнам, в то время как антипатриотизм обеспечивает прогресс человеческой цивилизации, поддерживая идею «братского единения народов».
Антипатриотическая идея пораженчества — одна из главных идеологических установок партии большевиков в дооктябрьский период, поскольку они на любых условиях хотели закончить внешнюю войну и начать революцию, используя в качестве главной своей силы охваченные разложением войска. С идеологической точки зрения пораженчество — это ответ на патриотическую установку царя, а затем Временного правительства.
«Выражая общенародное недовольство» "затянувшейся, неудачной для России войной, " большевики после прихода к власти заключили сепаратный Брестский мир, означавший поражение России в Первой мировой войне.
Став единственной политически значимой силой в России после Гражданской войны, большевики продолжили вытеснение патриотической идеи из сознания людей, стремясь заменить её идеей классовой борьбы и мировой революции. Важнейшие события и выдающиеся деятели истории России оценивались с точки зрения классового подхода, при этом выпячивались и преувеличивались их отрицательные стороны. Например, вот такую характеристику получил Пётр Первый в Малой советской энциклопедии: «Пётр I был ярким представителем российского первоначального накопления. Соединял огромную волю с крайней психической неуравновешенностью, жестокостью, запойным пьянством и безудержным развратом».
Такой подход сохранялся в СССР до середины 1930-х годов, когда в связи с ожиданиями скорой большой войны руководством страны и лично И. В. Сталиным было принято решения о переходе к патриотическим установкам пропаганды. В этот период на экраны выходят фильмы «Пётр Первый», «Александр Невский», «Суворов» и другие, воспитывающие у населения чувство гордости за свою страну, готовность её защищать, осознание преемственности с поколениями, жившими до начала построения в России коммунизма.
В послевоенные годы в СССР обвинения в антипатриотизме звучали прежде всего в адрес лиц, объявляемых космополитами, которые зачастую не имели каких-либо ярко выраженных политических убеждений. Так, например, по результатам дела члена-корреспондента Академии медицинских наук СССР Н. Г. Клюевой и профессора Г. И. Роскина при государственных органах и ведомствах создавались «суды чести», в компетенцию которых входило «рассмотрение антипатриотических, антигосударственных и антиобщественных поступков и действий, совершенных руководящими, оперативными и научными работниками министерств СССР и центральных ведомств, если эти проступки и действия не подлежат наказанию в уголовном порядке».

## Цитаты
- Оскар Уайльд: «Патриотизм — добродетель порочного».
- Ги де Мопассан: «Если война — ужасное предприятие, разве не патриотизм является коренной идеей, что культивирует войну?».
- Бернард Шоу: «Патриотизм, общественное мнение, родительские обязанности, дисциплина, религия, мораль — только слова, приукрашивающие слово страх».
- Бернард Шоу: «Патриотизм — это ваше убеждение, что ваша страна лучше всех остальных только потому, что вы в ней родились».
- Амброз Гвиннет Бирс: «Патриотизм — горючая смесь, которая обычно служит факелом для тех, кто мечтает стать притчей во языцех».
- Жорж Элгози[фр.]: «Патриотизм — единственная благовидная форма ксенофобии».